# Kosmiczny Duch
Kosmiczny Duch (ang. Space Ghost, 1966–1968) – amerykański serial animowany wytwórni Hanna-Barbera.
Serial został wydany w 1990 roku na kasetach VHS przez Polskie Nagrania.

## Opis fabuły
Serial opowiada o przygodach Kosmicznego Ducha i jego przyjaciół – Jan i Jace'a oraz małpki Blip, którzy walczą ze złem.

## Bohaterowie
- Kosmiczny Duch – główny bohater kreskówki.
- Jan – siostra Jace'a.
- Jace – brat Jan.
- Blip – małpka.

## Obsada głosowa[2]
- Gary Owens – Kosmiczny Duch
- Ginny Tyler –
  - Jan,
  - Czarna Wdowa
- Tim Matheson – Jace
- Don Messick –
  - Blip,
  - Zorak,
  - Sisto
- Keye Luke – Brak
- Ted Cassidy –
  - Metallus,
  - Moltar
- Paul Frees –
  - Brago,
  - Zerod
- Vic Perrin –
  - Król stworów,
  - Lurker

## Wersja polska
Wersja polska: Studio Opracowań Filmów w Warszawie

Reżyseria: Maria Piotrowska

Dialogi: Krystyna Skibińska-Subocz

Dźwięk: Alina Hojnacka-Przeździak

Montaż: Anna Łukasik

Kierownictwo produkcji: Mieczysława Kucharska

Wystąpili:
- Marcin Sosnowski – Kosmiczny Duch
- Małgorzata Boratyńska – Jan
- Tomasz Kozłowicz – Jace
- Ryszard Olesiński – 
  - Zorak,
  - doktor Soonev (odc. 13),
  - Szatański projektant (odc. 16)
- Wojciech Machnicki –
  - Brak,
  - Metallus,
  - Tansut (odc. 12),
  - jeden ze strażników (odc. 14)
- Jarosław Domin – 
  - Sisto,
  - członek Eskadry (odc. 6)
- Miriam Aleksandrowicz – Czarna Wdowa
- Andrzej Arciszewski – 
  - strażnik więzienia (odc. 2),
  - jeden ze wspólników Zoraka (odc. 2)
  - jeden z handlarzy (odc. 3)
- Mariusz Leszczyński – szef handlarzy (odc. 3)
- Mirosław Wieprzewski – Król stworów (odc. 5)

i inni
Lektor: Marek Gajewski

## Spis odcinków
| N/o            | Polski tytuł         | Angielski tytuł                   |
| -------------- | -------------------- | --------------------------------- |
|                |                      |                                   |
| SERIA PIERWSZA |                      |                                   |
|                |                      |                                   |
| 01             | Potwór z lawy        | The Heat Thing                    |
|                |                      |                                   |
| 02             | Zorak                | Zorak                             |
|                |                      |                                   |
| 03             | Handlarze z kosmosu  | The Lizard Slavers                |
|                |                      |                                   |
| 04             | Pajęczyna            | The Web                           |
|                |                      |                                   |
| 05             | Król stworów         | Creature King                     |
|                |                      |                                   |
| 06             |                      | The Sandman                       |
|                |                      |                                   |
| 07             |                      | The Evil Collector                |
|                |                      |                                   |
| 08             |                      | The Drone                         |
|                |                      |                                   |
| 09             |                      | Homing Device                     |
|                |                      |                                   |
| 10             | Robot agresor        | The Robot Master                  |
|                |                      |                                   |
| 11             |                      | The Iceman                        |
|                |                      |                                   |
| 12             | Piraci kosmosu       | Hi-Jackers                        |
|                |                      |                                   |
| 13             | Niszczyciel          | The Energy Monster                |
|                |                      |                                   |
| 14             | Porwanie             | The Lure                          |
|                |                      |                                   |
| 15             |                      | The Cyclopeds                     |
|                |                      |                                   |
| 16             | Szatański projektant | The Schemer                       |
|                |                      |                                   |
| 17             |                      | Lokar, King of the Killer Locusts |
|                |                      |                                   |
| 18             |                      | Space Sargasso                    |
|                |                      |                                   |
| 19             |                      | Brago                             |
|                |                      |                                   |
| 20             |                      | Revenge of the Spider Woman       |
|                |                      |                                   |
| 21             |                      | Attack of the Saucer Crab         |
|                |                      |                                   |
| 22             |                      | Space Birds                       |
|                |                      |                                   |
| 23             |                      | The Time Machine                  |
|                |                      |                                   |
| 24             |                      | Nightmare Planet                  |
|                |                      |                                   |
| 25             |                      | Space Armada                      |
|                |                      |                                   |
| 26             |                      | The Challenge                     |
|                |                      |                                   |
| 27             |                      | Jungle Planet                     |
|                |                      |                                   |
| 28             |                      | Ruler of the Rock Robots          |
|                |                      |                                   |
| 29             |                      | Glasstor                          |
|                |                      |                                   |
| 30             |                      | The Space Ark                     |
|                |                      |                                   |
| 31             |                      | The Sorcerer                      |
|                |                      |                                   |
| 32             |                      | The Space Piranhas                |
|                |                      |                                   |
| 33             |                      | The Ovens of Moltar               |
|                |                      |                                   |
| 34             |                      | Transor - The Matter Mover        |
|                |                      |                                   |
| 35             |                      | Gargoyloids                       |
|                |                      |                                   |
| 36             |                      | The Looters                       |
|                |                      |                                   |
| 37             |                      | The Meeting                       |
|                |                      |                                   |
| 38             |                      | Clutches of the Creature King     |
|                |                      |                                   |
| 39             |                      | The Deadly Trap                   |
|                |                      |                                   |
| 40             |                      | The Molten Monsters of Moltar     |
|                |                      |                                   |
| 41             |                      | Two Faces of Doom                 |
|                |                      |                                   |
| 42             |                      | The Final Encounter               |
|                |                      |                                   |